# Villarrobledo
Villarrobledo je španělské město v provincii Albacete v autonomním společenství Kastilie-La Mancha. Žije zde přibližně 25 tisíc obyvatel.
Město se nachází v nadmořské výšce 721 m n. m., na železniční trati Albacete – Alcázar de San Juan.

## Památky města

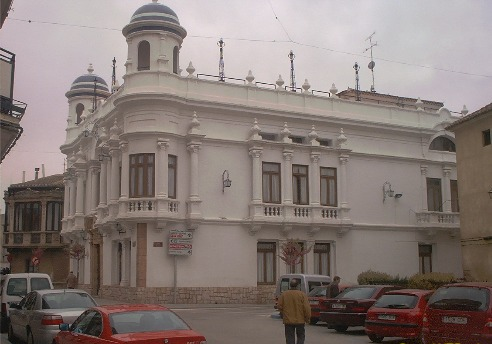
Círculo Mercantil e Industrial
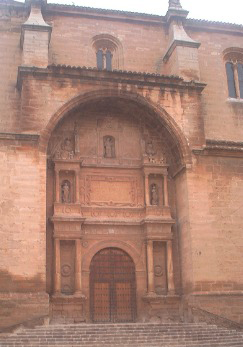
Puerta Renacentista de San Blas
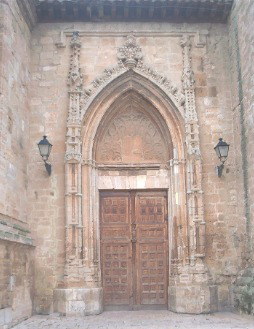
Puerta Gótica de San Blas
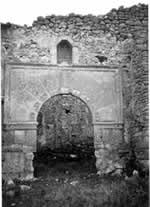
Iglesia de Moharras
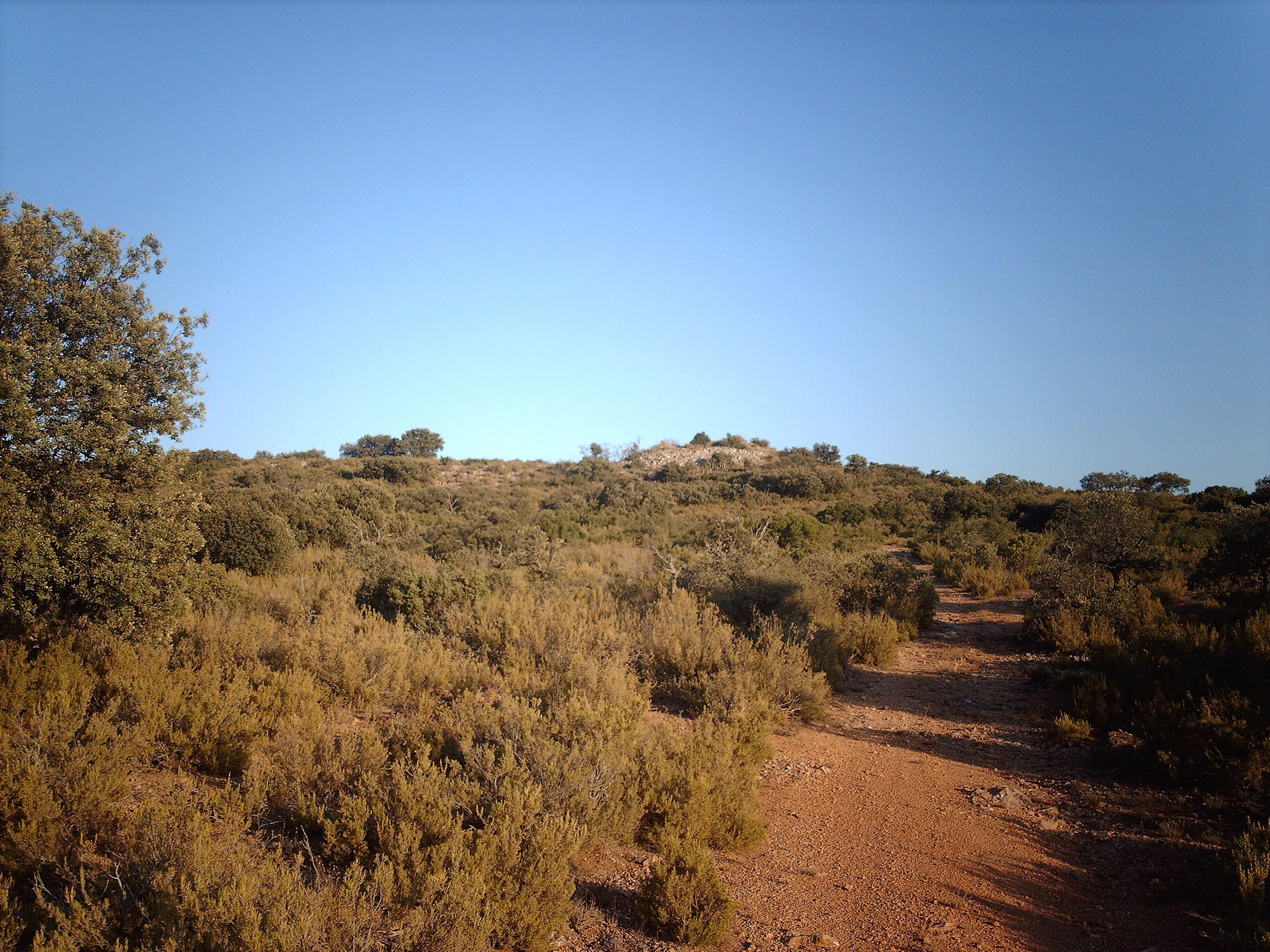
Cerro de La Encantá
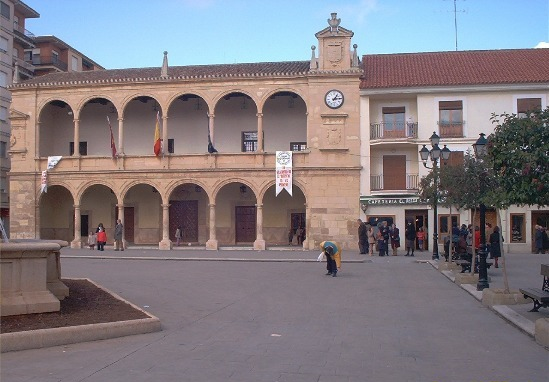
Ayuntamiento
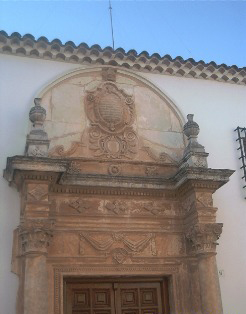
Casa solariega
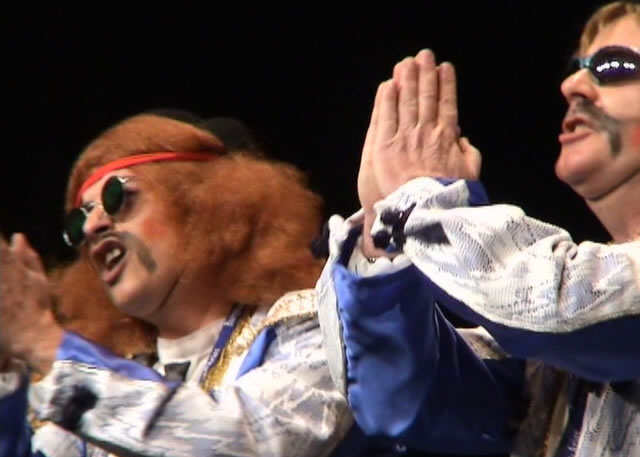
Chirigota del Carnaval
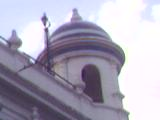
Cúpula del Círculo Mercantil